# Trilla, Pyrénées-Orientales
Trilla är en kommun i departementet Pyrénées-Orientales i regionen Occitanien i södra Frankrike. Kommunen ligger i kantonen Sournia som tillhör arrondissementet Prades. År 2022 hade Trilla 77 invånare.

## Befolkningsutveckling
Antalet invånare i kommunen Trilla
| Referens: INSEE |